# کار انتزاعی و کار انضمامی

ماهیت دوگانه تولید برای اهداف مبادله.

کار انتزاعی و کار انضمامی (به انگلیسی:Abstract labour and concrete labour) اشاره به تمایزی دارد که کارل مارکس در نقد اقتصاد سیاسی انجام داده‌است. این اصطلاح به تفاوت بین کار انسانی به‌طور کلی به عنوان زمان کار با ارزش اقتصادی در مقابل کار انسانی به عنوان یک فعالیت خاص اشاره دارد که تأثیر مفید خاصی در شیوه تولید (سرمایه‌داری) دارد.

## انتقاد
مارکس فکر نمی‌کرد هیچ چیز مرموز خاصی در مورد این واقعیت وجود دارد که مردم برای محصولات ارزش قائل هستند زیرا باید برای تولید یا خرید آنها وقت صرف کنند. با این حال، دانشگاهیان مخالفت‌های زیادی با ایده او داشته‌اند. مسائل مفهومی مرتبط با ایده کار انتزاعی یکی از دلایل اصلی کنار گذاشتن نظریه ارزش کار توسط بسیاری از اقتصاددانان بوده‌است. ممکن است مشکلات گفته شده توسط مارکس هرگز حل نشده باشند، زیرا با استفاده از تمایزات مفهومی و انتزاعی که واقعاً برای این هدف کافی نیستند با آنها برخورد شده‌است.
ویلیام استنلی جوونز، نظریه‌پرداز مطلوبیت نهایی، بدون اشاره صریح به کار مارکس در مورد نظریه ارزش کار دیوید ریکاردو ، انتقاد اصلی مفهوم کار انتزاعی را در رساله ۱۸۷۱ خود به وضوح بیان کرد. با این حال پاسخی به این انتقادات توسط دیگر اقتصاددانان داده شده.